# إلتون سوير
إلتون سوير (بالإنجليزية: Elton Sawyer)‏ هو مالك فريق ناسكار ‏ أمريكي، ولد في 5 نوفمبر 1959 في تشيسابيك في الولايات المتحدة.

## وصلات خارجية
- إلتون سوير على موقع Racing-Reference.info (الإنجليزية)